# Warped Tour 2004 Tour Compilation
Warped Tour 2004 Tour Compilation è la settima compilation del Warped Tour, pubblicata l'8 giugno 2004.
È stata descritta da AllMusic come "una divertente compilation estiva che descrive sia il passato che il futuro del tour".

## Tracce

### Disco 1
1. No News Is Good News - 2:55 (New Found Glory)
2. American Errorist (I Hate Hate Haters) - 1:51 (NOFX)
3. To Youth (My Sweet Roisin Dubh) - 3:16 (Flogging Molly)
4. Rank-N-File - 3:07 (Anti-Flag)
5. Tomorrow I'll Be You - 4:03 (Thursday)
6. 'Merican - 1:50 (Descendents)
7. Anchors Aweigh - 2:05 (Bouncing Souls)
8. Breathing - 3:36 (Yellowcard)
9. Something to Change - 2:36 (Pennywise)
10. Capital H - 2:49 (Motion City Soundtrack)
11. The Key to Life vs. 15 Minutes of Fame - 2:38 (Atmosphere)
12. Destination Anywhere - 3:42 (Sugarcult)
13. Please - 3:42 (Maxeen)
14. C'mon - 3:52 (Go Betty Go)
15. Fall Apart - 3:05 (Twelve O Eight)
16. Audio Blood - 3:19 (Matches)
17. Alert the Audience - 2:12 (The Lawrence Arms)
18. Armbands and Braids - 2:43 (Avoid One Thing)
19. Gun in Hand - 3:23 (Stutterfly)
20. Now Rectify - 3:14 (Near Miss)
21. Lights Out - 2:55 (Letter Kills)
22. Keep On - 3:07 (Lightweight Holiday)
23. Picture Perfect Wannabe - 3:50 (Denver Harbor)
24. Saturday Night - 2:55 (Jersey)
25. The War - 3:41 (Melee)
26. Waiting in the Shadows - 2:32 (The Briggs)

### Disco 2
1. God's Love - 2:31 (Bad Religion)
2. My Bloody Valentine - 3:47 (Good Charlotte)
3. Tomorrow Belongs to Us - 2:50 (The Casualties)
4. Blue Carolina - 3:27 (Alkaline Trio)
5. A Decade Under the Influence - 4:02 (Taking Back Sunday)
6. Crash and Burn - 3:08 (Simple Plan)
7. Three Evils (Embodied in Love and Shadow) - 4:33 (Coheed and Cambria)
8. The Jealous Guy Blues - 3:05 (Piebald)
9. The After Dinner Payback - 2:48 (From Autumn to Ashes)
10. Beyond the Blinders - 3:35 (Death by Stereo)
11. My Eyes Burn - 3:56 (Matchbook Romance)
12. Something That Produces Results - 2:42 (Early November)
13. On the Bright Side, She Could Choke - 3:02 (Fear Before the March of Flames)
14. So Sick of You - 2:03 (The Unseen)
15. Stomach Aches - 2:47 (Pulley)
16. I Don't Know - 2:08 (The F-Ups)
17. Droppin' Like Flies - 1:57 (The Real McKenzies)
18. Heart Riot - 1:21 (Left Alone)
19. Exhibit of the Year - 2:35 (Down to Earth Approach)
20. Space Hump Me - 2:11 (Throw Rag)
21. Note to Self - 3:25 (From First to Last)
22. Time and Time Again - 3:27 (Chronic Future)
23. Are You Ready - 2:20 (Hazen Street)
24. Thoughts Before Me - 3:52 (Amber Pacific)
25. Back Home - 3:09 (Pepper)
26. Solace - 2:51 (Bleed the Dream)

## Classifiche
| Classifica (2004)         | Posizione massima |
| ------------------------- | ----------------- |
| Stati Uniti               | 8                 |
| Stati Uniti (independent) | 1                 |